# Аннализа
Анналѝза Скаро̀не (на италиански: Annalisa Scarrone), позната само като Аннализа (* 5 август 1985 в Савона, Италия), е италианска певица и авторка на песни.
След известен опит в музикалната среда с две групи добива популярност като солистка през 2011 г., когато участва в десетото издание на италианското шоу за таланти Amici di Maria De Filippi („Приятели на Мария Де Филипи“), в което се класира на 2-ро място в категорията за певци и печели Наградата на критиката (спечелена и през 2012 г. в Amici Big).
Впоследствие участва четири пъти във Фестивала на италианската песен в Санремо в категорията „Шампиони“: през 2013 г. – с песните Non so ballare („Не умея да танцувам“) и Scintille („Искри“), с втората от които се класира на 9-о място; през 2015 г. – на 4-то място с Una finestra tra le stelle („Прозорец между звездите“); през 2016 г. – на 11-о място с Il diluvio universale („Всемирният потоп“); през 2018 г. – на 3-то място с Il mondo prima di te („Светът преди теб“) и през 2021 г. с Dieci („Десет“) – на 2-ро място.
В кариерата си е удостоена с множество награди и признания, сред които Музикалните награди на Ем Ти Ви Европа, Музикални награди „Уинд“, Награда „Лунеция“, две Италиански награди за видеоклипове, две Награди „Велвет“ и Награда „Миа Мартини“ 2014, победа в 6-ото издание на Международния конкурс за песен: The Global Sound 2013 и в 32-то издание на OGAE Second Chance 2018 като представителка на Италия. Тя също така е избрана да представя Италия на Наградите на Ем Ти Ви Италия 2013 и на OGAE 2013, където се класира на трето място.
През 2023 г. италианското списание „Форбс“ включи певицата сред стоте успели жени в Италия.

## Биография

### Начални години
Аннализа израства в градчето Каркаре. От 8-годишна възраст до 1999 г. учи класическа китара. Впоследствие ходи на уроци по пиано и напречна флейта. От 13-годишна работи в музикалната сфера като певица и музикантка, а също и като барманка. На 14 години по съвет на учителя си по музика от средното училище започва да ходи на уроци по пеене при Данила Сатраньо, която става нейна вокална педагожка.
Записва се в SIAE (Италианското дружество на авторите и издателите), където под името „Скароне Аннализа“ регистрира над 100 различни песни, написани и композирани в ранна възраст, включително сътрудничество с две групи, от които е част. Песента Solo („Сам“), написана и композирана през тези години, по-късно е включена в първия ѝ самостоятелен дебютен албум.
Следва физика в Торинския университет, където се дипломира през 2009 г.

### Музикален дебют (2001 – 2010)
През 2001 г. участва като певица в спектакъла Luci in sala („Светлини в залата“) на театралната група Uno sguardo dal palcoscenico в град Кайро Монтеноте под ръководството на Франкели Ейралди Бацано. През юли същата година участва в семинара на американския певец Карл Андерсън по певческа интерпретация в град Лоано. В периода 2001 – 2003 г. взима участие и в различни литературни конкурси, като печели три от тях.
От 2004 до 2006 г. е хористка в оркестър „Бруни“ в град Кунео. В същия период си сътрудничи с джаз басиста и контрабасист Дино Черути, с когото записва авторската си песен Ombre („Сенки“) и кавъра The Dry Cleaner from des Moines с участието на Родолфо Червето и Лорис Тарантино. Заедно с тях участва във фестивала Арецо Уейв в град Арецо, както и в Just Like a Woman като съавторка на песни.
През 2006 г. е беквокалистка в албума Un lupo in darsena на джаз изпълнителката Данила Сатраньо. Освен това публикува с псевдоним Изà денс албума на дуета Elaphe Guttata Blue Trip заедно с DJ Carlo Полиано, с когото композира текста и музиката. Те записват и песните Winter's Cold и Words, включени единствено в неиталиански лаундж компилации.
През същата година Аннализа става авторка, композиторка и вокалистка на алтернативната рок група Малвазия, която след нейното влизане и по нейно желание променя името си на leNoire; групата се разпада през ноември 2008 г. До 2011 г. Аннализа си сътрудничи с някои бивши нейни членове чрез техния реге проект Raphael & Eazy Skankers, като се появява в припевите на песента Yes We Can от студийния им албум Changes.

### 2010 – 2011: Дебютен албумNali
През 2010 г. Аннализа е сред състезателите на 10-ото издание на шоуто за таланти Amici di Maria De Filippi. Тя достига на финала, като се класира втора в категория „Пеене“ и печели Наградата на журналистическата критика на стойност 50 хил. евро.
На 4 март 2011 г. излиза първият ѝ самостоятелен студиен албум с лейбъла Уорнър Мюзик Италия, озаглавен Nali. Албумът, съдържащ девет песни плюс една бонус песен, е достъпен само чрез iTunes. Той е популяризиран от сингъла Diamante lei e luce lui („Тя диамант и той светлина“), излязъл на 7 март. Сингълът е сертифициран като златен от FIMI за над 15 хил. продадени копия и е награден за най-добро видео в категория „Новоизгряващи звезди“ на Италианската награда за видеоклипове за 2011 г. На 27 май по радиото започва да се върти и сингълът Giorno per Giorno („Ден за ден“). Nali достига втората позиция в Италианската класацията за албуми на FIMI. Албумът впоследствие е сертифициран като платинен за повече от 80 хил. продадени копия и е награден с Награда за платинено CD на Музикалните награди „Уинд“ за 2011 г. Песента Questo bellissimo gioco („Тази прекрасна игра“), представена на 10-ото издание на Amici, влиза в Топ сингли за две седмици, първата на 12-а позиция, а втората на 5-а, въпреки че не е официално издадена като сингъл. Впоследствие песента е включена и в саундтрака на филма Favolacce от 2020 г.
На 20 април Аннализа участва като изпълнителка в наградите TRL Awards 2011. През юни същата година получава наградата Valbormidese dell'anno на 21-вия международен трофей на град Кайро Монтеноте. По-късно участва в естрадния фестивал O 'Scià на остров Лампедуза, където пее в дует с Клаудио Балиони. В периода юни-юли взима участие и в турнето Nokia Amici in Tour на различни италиански места, свързано с шоуто за таланти Amici. На 3 юли е почетна гостенка в Итри, провинция Латина, на 5-ия Международен турнир по баскетбол и изнася първия си самостоятелен концерт.

### 2012: Втори албумMentre tutto cambia
На 16 март 2012 г. излиза сингълът ѝ Senza Riserva („Без резерв“), чийто видео е отличено на Италианската награда за видеоклипове през 2012 г. в категория „Жени“. Той предшества издаването на втория албум на певицата Mentre tutto cambia („Докато всичко се променя“), издаден на 27 март. Една седмица след излизането си албумът дебютира на 9-о място в Класацията на албумите на FIMI. На 15 юни 2012 г. по радиото започва да се върти вторият сингъл от албума Tra due minuti è primavera („След две минути е пролет“), а на 14 септември е ред на третия сингъл Per una notte o per sempre („За една нощ или завинаги“). Албумът получава специалната награда за музикално-литературна стойност на Награда „Лунеция“ за 2012 г.
По време на издаването на диска се предлага неиздаван албум на певицата, озаглавен Le origini („Произход“) с лейбъла Едел Мюзик Творбата трябва да съдържа песните, изпълнени от певицата с leNoire (Eдел е звукозаписният лейбъл на групата) и трябва да бъде пусната на 22 май същата година, но Уорнър Мюзик блокира изданието.
От 31 март до 19 май 2012 г. певицата се завръща в шоуто Amici в категория Big, посветена на 9-те състезатели от предишните издания на програмата. Вечерта на 11-ото издание тя пее кавъри, както и песните Senza riserva, Non cambiare mai и Per una notte o per sempre. Тя завършва четвърта на финала, проведен на Арена на Верона, печейки Наградата на журналистическата критика в категория Big на стойност 50 хил. евро.
На 9 юли, заедно с Киара Чивело, взима участие в специалния етап Io, l'orchestra, le donne e l'amore („Аз, оркестърът, жените и любовта“) на турнето на Антонело Вендити Unica Tour 2012. Този етап е издаден като двоен концертен албум на Вендити през ноември следващата година със заглавие Io l'orchestra, le donne e l'amore.
В същия период Аннализа стартира първото си турне Mentre tutto cambia tour, разделено на две части – едната през лятото, а другата през есента (от 27 октомври) в театрите на Италия.
На 1 септември 2012 г. певицата участва в Наградата на пресата, проведена в Санремо: вечерта тя пее различни парчета от албума си Mentre tutto cambia. На 5 септември тя участва като гост в Il concerto del vincitore – Tezenis Live („Концерт на победителя – Теценис на живо“) на Алесандра Аморозо и Ема, който се провежда на Арена на Верона, изпълнявайки неиздадената Per una notte o per sempre („За една нощ или завинаги“), извадена като трети сингъл от албума на 14 септември; събитието е излъчено на 6 септември в праймтайма от телевизионния канал Canale 5.
На 15 декември 2012 г. Аннализа участва в Коледния концерт в Аудиториум дела Кончилиационе в Рим. На него тя пее в дует с британската певица Скай Едуардс. През същия месец записва Pirati – песен за спонсориране на издаването на DVD, BD 3D и Digital HDTM на анимационния филм „Ледена епоха 4: Континентален дрейф“. Pirati излиза като сингъл на 11 януари 2013 г.

### 2013: Първо участие на Фестивала в Санремо и трети албумNon so ballare
На 13 декември 2012 г. е съобщено, че Аннализа ще участва на 63-тото издание на Фестивала на италианската песен в Санремо в категорията Big. Съгласно регламента на изданието всеки участник трябва да представи две нови песни. Аннализа представя Non so ballare („Не умея да танцувам“) и Scintille („Искри“). Първата, написана от Ермал Мета, дава заглавието на предстоящия ѝ трети студиен албум; автори на Scintille са Дарио Фаини и Антонио Галбиати. От двете песни до финала е допусната Scintille, с която Аннализа се класира на 9-о място. По време на 4-тата вечер на изданието, в която всеки участник изпълнява песен от предишно издание на Фестивала, Аннализа изпява Per Elisa на Аличе в дует с Ема.
На 23 януари 2013 г. на официалната си Фейсбук страница Аннализа публикува снимка на обложката на предстоящия си албум, който излиза официално на 14 февруари. Тя също така оповестява списъка с 11-те съставящи го песни, сред които е парчето Tutta l'altra gente („Всички други хора“) – повторна адаптация на авторовото ѝ парчето Altra gente („Други хора“), чиято мелодия в случая е написана в сътрудничество с Джузепе Перис. Само четири дни след излизането си албумът дебютира на 9-а позиция в Класацията на албумите на FIMI, а на следващата седмица достига максимална 6-а позиция. Освен Scintille впоследствие са извлечени още две песни, на 12 април 2013 г. Alice e il blu („Аличе и синьото“) влиза в ротацията по радиото и на 24 юни A modo mio amo („По свой начин обичам“). В същото време тя е номинирана за Наградите на Ем Ти Ви 2013 в категория Artist Saga.
Певицата обявява в социалните мрежи началото на турнето си Non so ballare tour в театрална версия за месец май 2013 г. През лятото на 2013 г. продължава с лятната версия на турнето и същевременно участва в различни събития и награди, включително в 5-ото издание на Наградата „Биаджо Аниес“ на 22 юни; за случая пее Scintille и представя третия си сингъл A modo mio amo, издаден два дена по-късно.
На 29 юни Аннализа е част от категория Big на третия етап на Летния фестивал в Рим. През юли участва в I9-тото изданието на Театралния и песенен фестивал „Джорджо Габер“ и за случая изпълнява песните La parola io, Non arrossire и Chissà dove te ne vai. Впоследствие е наградена на 6-ото издание на Galà Perla del Tirreno с награда „Тиренска перла“.
На 24 юли 2013 г. певицата е избрана да представлява Италия на OGAE Song Contest 2013 с песента Alice e il blu, с която се класира на трето място в конкурса на 24 декември 2013 г.
От лятото на 2013 г. певицата е заета да пише и композира песните за четвъртия си студиен албум.
През септември 2013 г. тя редува присъствието си на различни турнета и фестивали с дати на турнето си Non so ballare и с участие в концерта Модена 29 септември в памет на Лучо Батисти, на който изпълнява песента Io vorrei... non vorrei... ma se vuoi... Същия месец тя получава две номинации за Световните музикални награди за най-добра изпълнителка и най-добър видеоклип за песента Alice e il blu, а през 2014 г. една номинация за най-добро концертно изпълнение и една за най-добра песен за същата песен. Впоследствие с песента Scintille тя печели 6-ото издание на Международния песенен конкурс The Global Sound. На 30 септември в Нов театър Кариспорт в град Чезена Аннализа открива етапа от турнето на Роберто Векиони и пее в дует с него песента Luci a San Siro. На Наградите Rockol 201 тя печели 2-ро място за най-добър италиански концерт/фестивал /турне и за най-добър италиански албум с Non so ballare и 3-то място за най-добър италиански сингъл със Scintille.
На 18 декември певицата участва в Canto di Natale – 50º Gemelli Insieme – коледен концерт в Аудитоиум дела Кончилиационе в Рим, посветен на 50-годишнината от основаването на Поликлиника „Агостино Джемели“.
През декември 2013 г. Аннализа съобщава, че песента Tutto sommato („Общо взето“), съдържащ се във втория ѝ студиен албум Mentre tutto cambia, е саундтрак на холандския филм Toscaanse Bruiloft, заснет в Тоскана през лятото на 2013 г. През януари 2014 г. песента, съвпадаща с издаването на албума в холандския iTunes Store (и на физически носител на 24 януари), е извлечена като сингъл в Нидерландия. Поради това през януари 2014 г. тя се ангажира за първи път в чужбина както с популяризирането на филма, така и с популяризирането на първия си албум, издаден в чужбина. Филмът включва и двете бонус песни от дигиталната версия на iTunes Нидерландия на албума, песента Non so ballare и неиздадената в Италия песен Capirai („Ще разбереш“).

### 2014: към четвърти албум, сътрудничество и повратна точка в писане на песни
През 2014 г. Aннализа, очаквайки издаването на четвъртия си студиен албум, участва в няколко сътрудничества. На 1 април излиза песента Ferire per amare („Да нараниш, за да обичаш“) от втория албум Incredible на рапъра Морено с нейно участие.
На 5 май излиза Sento solo il presente („Усещам само настоящето“) – първият сингъл, предшестващ новия ѝ албум. В различни интервюта се разкрива, че Кеко Силвестре – солист на група Модà, участва както в написването и композицията на песента, така и в цялата продукция на компактдиска на Аннализа. В концерт с него тя заявява, че иска да разкрие този нов проект сингъл по сингъл, пускайки някои сингли преди реалното публикуване на албума.
През следващите месеци Аннализа участва в различни шоута, за да представи песните. Поради тази причина тя е сред гостите на концерта на Алесандра Аморозо на 19 май на Арена ди Верона и на 25 май, на полуфинала на 13-ото издание на шоуто за таланти Amici di Maria De Filippi, пее първо Ferire per amare с Морено, а след Sento solo il presente с конкурентката Дебора Юрато.
През юни тя участва в два от четирите епизода на Летния фестивал в Рим в категория Big, в която е номинирана за Sento solo il presente за наградата RTL 102.5 – Песен на лятото 2014 г., завършвайки 2-ра на финала. Аннализа също участва във вечерната награда, завършвайки 3-та на третата вечер на събитието и 2-ра на четвъртия етап. По време на това събитие тя среща рапъра Рейдж и на 9 декември 2014 г. участва в сингъла му Dimenticare (mai) („Да забравиш (никога)“).
През лятото на 2014 г. тя е номинирана за Velvet Awards 2014 като най-добра лятна песен със сингъла Sento solo il presente и е обявена за победителка на 10 август 2014 г. През октомври получава две номинации за Латино музика италиански награди като най-добра международна изпълнителка/група на годината и като най-добър международен женски видеоклип на годината със същата песен.
След публикуването на песента Sento solo il presente, достигнала 7-а позиция в Топ сингли на Италия и 88-ра на Евро 200, през декември 2014 г. песента е сертифицирана със злато в Италия за 15 хил. продадени копия. На 19 септември излиза вторият ѝ сингъл L'ultimo addio („Последно сбогом“) по текст на Аннализа и Диего Калвети, и музика на Франческо Сигери. Това е първото авторово произведение на певицата, извлечено като сингъл. Впоследствие той е сертифициран като златен през седмица 48 на 2015 г. за повече от 25 хил. продадени копия.
През втората половина на годината Аннализа взема участие в някои награди и събития. На 20 септември участва във второто издание на Buon Compleanno Mimì в Театър „Дал Верме“ в Милано в чест на Миа Мартини, изпълнявайки Minuetto и Sento solo il presente. На 28 септември е гостенка заедно с Франческа Микиелин на последния етап от турнето Secondo Rubino Tour на Ренцо Рубино. На 2 октомври 2014 г. в Баняра Калабра е удостоена с Награда „Миа Мартини“. На 4 октомври участва като гост в Exodus Nomadi Live: tremenda voglia di musica – безплатен концерт на група Номади на площад Дуомо в Милано в чест на 30-годишнината на Фондация Exodus, занимаваща се с рехабилитация на млади хора – жертви на социални драми. През декември 2014 г. излиза DVD-то на концерта със същото заглавие.
Освен това през годината се конкретизира и нейното сътрудничество като автор и писател както на нейни собствени песни, така и на тези за други изпълнители: през декември 2014 г. тя подписва договор за авторство и композиторска дейност с италианския Уорнър Чапел Мюзик. През май 2014 г. тя пише с Марко Чапели текста на песента Noi siamo amore за състезателя в шоуто за таланти Amici Джада Агасучи; парчето, включено в дебютното EP на Джада, озаглавено Da capo, е извлечено като втори сингъл на конкурентката на 20 юни.
Впоследствие певицата си сътрудничи с италианската група The Framers – дует, съставен от Фил Мер и Андреа Ломбардини, като специална гостенка във втория им студиен албум Notturni, където пее бонус парчето Notturno – единствената вокална песен.
От декември 2014 г. тя е ангажирана като главна героиня във филма Babbo Natale non viene da Nord („Дядо Коледа не идва от Севера“) на режисьора Маурицио Казагранде, излязъл през 2015 г.

### 2015: Второ участие във Фестивала в Санремо и четвърти албумSplende
На 14 декември 2014 г. Карло Конти съобщава имената на участниците в предстоящото 65-о издание на Фестивала в Санремо, сред които е и това на Аннализа. Песента, с която тя участва, е озаглавена Una finestra tra le stelle („Прозорец сред звездите“), написана и композирана от Кеко Силвестре. С нея тя се класира на 4-то място в категория Big. Третата вечер на фестивала е посветена на кавъри на италиански песни и всеки от участниците самостоятелно избира една от тях, която да изпълни. Аннализа изпява хитовата през 80-те години песен Ti sento („Чувам те“) на група „Матия Бадзар“.
Песента Una finestra tra le stelle е избрана за 12-ата италианска песен, звучаща в Космоса, и е лично избрана от астронавтката Саманта Кристофорети. Тя дебютира четири дена след издаването си на 7-а позиция в Топ сингли на Италия и следващата седмица достига максимална 5-а позиция. През 10-ата седмица на 2015 г. FIMI сертифицира със злато песента за продадените над 25 хил. дигитални копия докато през 18-ата седмица тя е сертифицирана като платинена за над 50 хил. продадени дигитални копия.
На 23 януари 2015 г., отново на официалната си страница във Фейсбук, Аннализа разкрива заглавието на предстоящия си четвърти студиен албум – Splende („Блести“). Албумът, продуциран от Кеко Силвестре, съдържа, в допълнение към синглите и шест други песни, написани от Аннализа, и кавъра на Ti Sento от Санремо. Албумът заема 7-о място в Класацията на албумите на FIMI, оставяйки в Топ 10 и през следващите две седмици. Също на 23 януари са обявени първите две дати в Театро Нуово в Милано и в Аудиториума „Парк на музиката“ в Рим, които предшестват театралното ѝ турне от 12 дати през следващите месеци.
На 15 май по радиата започва да звучи четвъртият сингъл от албума – Vincerò („Ще победя“), който е втората авторова песен на Аннализа. През 35-ата седмица на 2015 г. песента е сертифицирана със злато от FIMI за над 25 хил. продадени копия. На 16 май 2015 г. на сцената на Естатè Маркет Саунд в Милано, на концерта на певицата Алесандра Аморозо, Аннализа пее в дует с гостите Ариза и Рейдж Questo bellissimo gioco, L'ultimo addio и Dimenticare (mai).
По случай Наградите на Ем Ти Ви за 2015 г. Аннализа има три номинации като Artist Saga, Wonder Woman и MTV Awards Star, след като участва на церемонията по награждаването на 14 юни в Парко деле Кашине във Флоренция.
През същия месец тя участва в Летния фестивал в Рим с Vincerò, благодарение на което получава номинация за RTL 102.5 – награда „Песен на лятото 2015“, организирана от радио RTL 102.5. Песните кандидатки също участват в състезанията в епизодите на събитието: на 26 юни, във втория епизод, певицата печели трето място с Vincerò.
На 12 септември 2015 г. Аннализа, чрез видео на живо на официалната си страница, обявява пускането на петия и последен сингъл от албума – Splende („Блести“), планиран за 18 септември. Певицата не разкрива заглавието на феновете веднага, но им дава игра, за да отгатнат, публикувайки подсказки чрез изображения като обратно броене, като ги кани да коментират с хаштаг „AnnalisaNuovoSingolo“. След два дни певицата разкрива, че сингълът ще бъде заглавната песен Splende. Песента през 46-ата седмица на 2015 г. е сертифицирана със злато за над 25 хил. продадени дигитални копия в Италия.

### 2015 – 2016: Трето участие във Фестивала в Санремо, сътрудничество и пети албумSe avessi un cuore
Между края на ноември и началото на декември певицата е активна на няколко фронта. Едновременно с популяризирането на филма, в който играе главна роля – Babbo Natale non viene da Nord („Дядо Коледа не идва от Севера“). Анализа продължава дейността си като текстописец и композитор за други певци, като се появява сред авторите заедно с Клаудио Гуидети и Тони Хедли (вокал на Спандау балей) на песента Every Seconds I'm Away от коледния албум на Хедли The Christmas Album. За първи път тя е водеща на телевизионна програма с Tutta colpa di Einstein – Quelli del Cern, където чрез мисията Nali to Cern тя води публиката до кампуса на CERN.
На 13 декември 2015 г. е съобщена новината за третото участие на певицата на 66-ото издание на Фестивала в Санремо. На него тя се представя с песента Il duluvio universale („Всемирният потоп“) и се класира на 11-о място в крайната класация. Тази песен и издадената като втори сингъл през месец април същата година Se avessi un cuore („Ако имах сърце“) предшестват издаването на едноименния албум Se avessi un cuore, който излиза на пазара на 20 май.
На 8 юни 2016 г., заедно с Лаура Паузини, Франческа Микиелин, Федец и други италиански певици, Аннализа участва в първата от двете вечери, организирани от RadioItaliaLive – Концертът, по време на който тя изпълнява Se avessi un cuore, Senza Riserve и Una finestra tra le stelle. Същия месец тя участва в Наградите на Ем Ти Ви Италия, проведени във Флоренция както и в първия и четвъртия епизод на Летния фестивал в Рим, пеейки Se avessi un cuore. На 12 август певицата пуска третия сингъл от албума, или Used to You / Potrei abituarmi („Свикнала с теб/Бих могла да свикна“), предшестван предния ден от видеоклипа Used to You. На 16 септември рапърът Роко Хънт пуска сингъла Stella cadente („Падаща звезда“), който е с вокалното участие на певицата.
На 21 октомври 2016 г. дуото Бенджи и Феде издава втория си албум 0+, в който пее в дует с Аннализа в песента Tutto per una ragione („Всичко поради една причина“); песента впоследствие е издадена като сингъл на 12 май 2017 г. и е сертифицирана като двойно платинена за над 100 хил. продадени копия.
На 19 и 20 ноември 2016 г. Аннализа открива италианските дати на Световното турне на Джъстин Бийбър в Болоня, като заедно с The Knocks изпява песента им Classic.
От 4 декември 2016 г., в продължение на три поредни недели, телевизионната програма Tutta colpa di Galileo се излъчва късно вечерта и в нея водеща отново е певицата. Тя тръгва на пътешествие, за да открие Космоса, като интервюира и важни имена в сектора като Саманта Кристофорети, Паоло Несполи и Лука Пармитано.
По случай Фестивала в Санремо през 2017 г. Аннализа трябва да пее в дует с Рон на вечерта, посветена на кавърите, песента Insieme a te non ci sto più, но след елиминирането на певица това не се случва.
На 4 март 2017 г. Аннализа участва в концерта на Бенджи и Феде в Медиоланум Форум в Асаго в дуета Tutto per una ragione, докато два дни по-късно участва заедно с други изпълнители в концертното събитие на Рон в полза на Италианската асоциация по амиотрофична латерална на склероза в Театър „Дал Верме“ в Милано.
От 27 май тя води радио програмата 105 Take Away на Радио 105 в продължение на две седмици заедно с Даниеле Баталя и Алън Калиджури.

### 2017 – 2018: Четвърто участие във Фестивала в Санремо и шести албумBye Bye
На 30 август 2017 г. Аннализа съобщава, че записва песни за нов студиен албум, продуциран от Микеле Канова Йорфида. По-късно в социалните мрежи певицата разкрива излизането на новия си сингъл Direzione: la vita („Посока: животът“), излязъл на 13 октомври същата година. Паралелно с издаването на сингъла певицата участва в композирането на песента L'ultimo latin lover на Джана Нанини, включена в албума на Нанини Amore gigante.
На 22 януари 2018 г. е съобщено името на предстоящия 6-и албум на певицата, носещ заглавието Bye Bye, който излиза на пазара на 16 февруари. Излизането на албума е предшествано от сингъла Il mondo prima di te („Светът преди теб“), с който Аннализа участва в 68-ото издание на Фестивала в Санремо, класирайки се на 3-то място. На 20 април като трети сингъл излиза едноименният Bye Bye. На 24 август като четвърти сингъл излиза Un domani („Едно утре“) в дует с Мистър Рейн.

### 2019 – 2021: АлбумNuda
На 4 юни 2019 г. излиза неиздаденият сингъл Avocado Toast, представен за първи път на живо на Арена на Верона по време на Музикалните награди SEAT.
На 29 ноември 2019 г. певицата представя Vento sulla Luna („Вятър на Луната“) – първият сингъл от седмия ѝ албум, направен в сътрудничество с рапъра Еркоми и популяризиран няколко дни по-късно от свързания с него видеоклип. На 5 април 2020 г. излиза сингълът на Джей Акс Supercalifragili, с който Аннализа си сътрудничи и като автор, и като певица. Десет дена по-късно певицата пуска Houseparty като втори сингъл от седмия си албум. Третият сингъл Tsunami излиза на 4 септември представен за първи път на живо на Арена ди Верона по време на Музикалните награди SEAT 2020.
На 18 септември 2020 г. излиза седмият студиен албум Nuda, който може да се похвали с няколко сътрудничества с други изпълнители, включително с Акиле Лауро, Джей Акс и Чадия Родригес.
През 2021 г. тя участва в 71-вия Фестивал в Санремо с песента Dieci („Десет“), заемайки 7-о място. С излизането на сингъла също се разпространява и преиздание на албума, озаглавено Nuda10, съдържащо различни бонус песни. От диска е изваден сингълът Movimento lento („Бавно движение“), издаден на 28 май с вокалното участие на Федерико Роси. Песента има добър прием в Италия, като за кратко време е сертифициран от FIMI с платина. На 8 октомври е ред на сингъла Eva+Eva с вокалното участие на Rose Villain.
На 19 май 2021 г. Аннализа пее Химна на Италия на финала за Купата на Италия 2020 – 2021.
На 5 ноември 2021 г. излиза сингълът Family на Давид Гета с участието на Ty Dolla Sign и A Boogie wit da Hoodie и в него Аннализа участва в италианската версия като глас и автор на превода.

### 2022 – 2025: албумE poi siamo finiti nel vortice
През 2022 г. Аннализа си сътрудничи с Бумдабаш за създаването на сингъла Tropicana, разпространен дигитално на 10 юни заедно със свързаното видео. Приблизително по същото време тя продължава работата си по осмия си албум, издавайки първия сингъл Bellissima („Прекрасна“) на 2 септември. На 31 март 2023 г. е ред на втория сингъл Mon amour, с който достига първа позиция в Топ синглите за първи път в кариерата си. На 25 май, заедно с Федец и Артиколо 31, тя издава сингъла Disco Paradise, който достига трета позиция в Класацията на FIMI.
На 16 юни 2023 г. певицата обявява заглавието на своя осми албум E poi siamo finiti nel vortice („И след това се озовахме във вихрушката“), издаден на 29 септември. Той дебютира на първа позиция в Класацията за албуми на FIMI, превръщайки се в първия проект на изпълнителката, постигнал този резултат. Във връзка с него са обявени и датите на турнето по арените за април 2024 г., известно като Tutti nel vortice Palasport 2024. Турнето е предшествано от встъпителен концерт на Медиоланум Форум в Асаго на 4 ноември 2023 г., който е разпродаден. На 8 септември тя пуска третия сингъл Ragazza sola („Самотно момиче“) заедно със свързания видеоклип. Euforia е издаден като четвърти сингъл на 17 ноември.
През 2023 г. италианското издание на списание „Форбс“ я включва сред стоте успешни жени в Италия.
През 2024 г. се завръща, за да участва в 74-ия фестивал в Санремо с песента Sinceramente, завършвайки на трето място на финалната вечер. Песента постави рекорд за най-голям брой стрийминг възпроизвеждания, събрани за 24 часа на италианска територия в Спотифай от изпълнител, като също се позиционира на 75-то място в глобалната класация на платформата. Като цяло в Спотифай сингълът е петият най-добър дебют, с изключение на Съединените щати, в периода между 9 и 11 февруари. Със Sinceramente певицата се нарежда и на трето място сред най-слушаните италиански изпълнители в платформата, най-високата позиция, постигана някога от изпълнител. Песента също така дебютира под номер 95 в Billboard Global 200, което прави Аннализа първата италианка, която влиза в първите 100 позиции в тази класация. Всъщност се оказва, че това е най-бързата песен от соло изпълнител, достигнала двойно платинен статус само за шест седмици.
Впоследствие тя дава глас на песните Salto nel buio на Стабер в сътрудничество с Коец, Memories на Капо Плаза, Istinto animale на Дон Джо в сътрудничество с Гуе и Ерния, издадена като сингъл на 10 май 2024 г., и Beatrice на Тедуа, с която тя достига първата позиция в Top Singoli в Италия за втори път в кариерата си, издадена като сингъл на 6 септември 2024 г. На 5 юни излиза сингълът Storie brevi, в сътрудничество с Тананай, който също достига подиума на Top Singles, с който печели на 3 септември осмото издание на Power Hits Estate.
На 14 февруари 2025 г. участва във фестивала в Санремо, този път като гостенка, в дует с Джорджа на четвъртата вечер, посветена на кавъри: двойката спечелва вечерта, като изпълнява Skyfall на Адел.

## Стил и музикални влияния
През 1999 г., на 13-годишна възраст, тя започва да учи музикална и вокална техника с вокалната педагожка Данила Сатраньо, която определя гласа на Аннализа като леко наподобяващ този на Мина.
Певицата се характеризира с чист глас, който се определя точно след навършване на 20 години. Междувременно тя изследва различни жанрове, като соул и рок и след това се насочва главно към Поп музиката. Ако първите записи са ориентирани главно към мелодичен поп и балади с влияния на adult contemporary, джаз и фолк, то от петия албум Se avessi un cuore и още повече с Bye bye, Аннализа се приближава до звученето на денс поп, ритъм енд блус и електропоп, и от време на време трап; баладите, макар и винаги присъстващи, често оказват влияние близко до амбиент поп. Вследствие на този обрат нейният външен вид еволюира, следвайки стила на новите музикални жанрове, които среща.
Аннализа вижда своите музикални препратки и вдъхновения в Бьорк, Портисхед, Ник Кейв, Пиджей Харви, Джони Мичъл, Sigur Rós, Рейдиохед, Дуа Липа, Джоли Холанд, Кристина Донà, Депеш Мод, Лейди Гага, Тициано Феро, Джорджа, Елиза, Субсоника, Тейлър Суифт, Риана, Кейти Пери, Сара Ларсон. В стила на писане тя декларира, че вместо това е ориентирана към един вид директен, прост и интимен текст, вдъхновен от генуезката школа на авторите на песни, особено Луиджи Тенко и Бруно Лауци, но през последните години и от начина на изграждане на типичните строфи на рапа, особено след сътрудничеството си с певци като Данти от Ту Фингърз, Акиле Лауро и Дарджен Д'Амико.
Текстовете на песните на Аннализа разказват за любовта и чувствата, но също така и за страстите, тревогите и типичните характеристики на millennial (поколение Y на родените между 1980-те и средата на 1990-те години), връзката с нейната аудитория, междуличностните отношения, проблемите на жените, приятелството и гледане на живота с позитивност, оптимизъм и лекота.

## Личен живот
Живее в град Савона, нейния град на произход. Тя е пескатарианка, поддръжник е на правата на животните и на много каузи. Получава бакалавърска степен по физика от Торинския университет през 2009 г. На 29 юни 2023 г. се омъжва в Асизи за Франческо Муля – вицепрезидент на маркетинговия сектор на Коста Крочере, когото среща през 2021 г.

## Дискография

### Студийни албуми
- 2011 – Nali
- 2012 – Mentre tutto cambia
- 2013 – Non so ballare
- 2015 – Splende
- 2016 – Se avessi un cuore
- 2018 – Bye Bye
- 2020 – Nuda
- 2023 – E poi siamo finiti nel vortice

## Турнета
- 2012 – Mentre tutto cambia tour
- 2013 – Non so ballare tour
- 2015 – Splende tour
- 2016 – Se avessi un cuore tour
- 2018 – Bye Bye Live
- 2021 – Nuda10 Open Air
- 2022 – Nuda10 Club
- 2024 – Tutti nel vortice Tour

## Филмография
- Babbo Natale non viene da Nord – главна роля в игралния филм на реж. Маурицио Казагранде (2015)
- Tutta colpa di... (2015 – 2019) – телевизионна водеща

## Награди и признания
- 2011: Награда на журналистическата критика в шоуто за таланти Приятели на Мария де Филипи (Amici di Maria de Filippi)
- 2011: Награда „Италиански видеоклип“ (Premio Videoclip Italiano),[208] Награда за новоизгряващи изпълнители за Diamante lei e luce lui
- 2011: Музикални награди „Уинд“ (Wind Music Awards),[209] Награда за платинено CD за албума Nali
- 2012: Награда на журналистическата критика (Категория Big) в шоуто за таланти Приятели на Мария де Филипи
- 2012: Награда „Лунеция“ (Premio Lunezia):[210] Специално споменаване за музикално-литературната стойност на албума Mentre tutto cambia
- 2012: Награда „Италиански видеоклип“ (Premio Videoclip Italiano): Награда „Жени“ за Senza riserva
- 2013: Гран Гала „Тиренска перла (Gran Gala Perla del Tirreno):[211] Награда „Тиренска перла“
- 2013: Международен певчески конкурс The Global Sound (6-о изд.) c Scintille[8]
- 2013: Награди „Велвет“ (Velvet Awards): Най-добра песен с Alice e il blu[5]
- 2014: Фокс Мюзик Лиг c Alice e il blu[212]
- 2014: Награди „Велвет“ (Velvet Awards), Лятна песен със Sento solo il presente[6]
- 2014: Награда „Миа Мартини“[7]
- 2015: Рейдио Стоп Фестивал: Най-търсен радио изпълнител на годината[213]
- 2015: Your-O-Vision Song Contest[214] (99-о изд.) с Vincerò[215]
- 2016: RTL 102.5, Радио победител на втората вечер на Фестивала в Санремо с Il diluvio universale[216]
- 2018: Европейски музикални награди на Ем Ти Ви (MTV Europe Music Awards), Най-добро италианско изпълнение[4]
- 2018: OGAE Song Contest Second Chance c Il mondo prima di te[9]
- 2023: Музикални награди: Награда за мултиплатинен сингъл с Bellissima; с Mon Amour; с Disco Paradise
- 2024: Музикални награди: Награда за мултиплатинен сингъл с Storie brevi; Sinceramente
- 2024: най-добър кавър на Фестивала в Сан Ремо със Skyfall (с Джорджа)
- 2024: Fenómeno del año en Europa на LOS40 Music Awards
- 2024: Ем Ти Ви Европа Музикални награди: най-добро италианско изпълнение